# Clinton (Indiana)
Clinton é uma cidade localizada no estado americano de Indiana, no Condado de Vermillion. Recebeu o seu nome em homenagem ao político DeWitt Clinton.

## Demografia
Segundo o censo americano de 2000, a sua população era de 5126 habitantes.
Em 2006, foi estimada uma população de 4923, um decréscimo de 203 (-4.0%).

## Geografia
De acordo com o United States Census Bureau tem uma área de
5,8 km², dos quais 5,8 km² cobertos por terra e 0,0 km² cobertos por água. Clinton localiza-se a aproximadamente 156 m acima do nível do mar.

## Localidades na vizinhança
O diagrama seguinte representa as localidades num raio de 16 km ao redor de Clinton.